# John Cooke
John Patrick Cooke (ur. 9 kwietnia 1937 w Ansonii, zm. 26 grudnia 2005 w Ridgefield) – amerykański wioślarz, mistrz olimpijski.
Wystąpił na igrzyskach olimpijskich w Melbourne w 1956, gdzie Amerykanie w składzie: Thomas Charlton, David Wight, John Cooke, Donald Beer, Caldwell Eselstyn, Charles Grimes, Rusty Wailes, Robert Morey i William Beklean (sternik) zdobyli złoty medal w ósemkach. W wyścigu finałowym o 1,9 sekundy wyprzedzili Kanadyjczyków i o 4 sekundy pokonali Australijczyków. Był to jego jedyny start olimpijski.
Kształcił się na Uniwersytecie Yale. Po zakończeniu kariery wstąpił do United States Marine Corps osiągając stopień kapitana. Był żonaty, miał trójkę dzieci. 